# ジョン・マイアット
ジョン・マイアット（John Myatt、1945年 - ）はイギリスの画家。贋作画家として知られる。

## 経歴
学校で美術教師をしていた1985年に妻が突然家を出て行ってしまい、2人の幼い子供の面倒をみるために仕事を辞めた。収入を得るために雑誌『Private Eye』に「GENUINE FAKES. Nineteenth & twentieth century painting from 150 pounds（本物の偽物、19・20世紀の絵、150ポンド（3万円）から）」という広告を出し、贋作を描く仕事を始めた。
マイアットの腕に目を付けた詐欺師ジョン・ドルー（John Drewe）がマイアットが描いたアルベール・グレーズの贋作をオークション会社クリスティーズに持ち込んだところ本物と鑑定され2万5000ポンド（500万円）で売れ、マイアットは分け前として150万円を受け取った。その後も3週間に1枚のペースでシャガールやマティスなどの贋作約200点を描き、贋作画家として3億円を稼いだ。
しかし、関係者の密告で発覚し、1995年にドルーの共犯者として逮捕された。マイアットは懲役1年、ドルーは6年の判決を受けた。
現在は贋作を自分が描いた絵として販売し、1枚数百万円で売れる人気画家となっている。